# Souostroví Gulag
Souostroví Gulag (rusky: Архипелаг ГУЛАГ) je jedním z nejznámějších děl popisujících vězeňský systém Sovětského svazu. Jeho autor – Alexandr Solženicyn – čerpal ze zkušenosti svého vlastního uvěznění i rozsáhlého výzkumu, stejně tak i z dobových autentických dokumentů. Kniha byla napsána mezi lety 1958 a 1968, na západě publikována v roce 1973, v Československu před rokem 1989 obíhala v samizdatových a exilových vydáních, v Sovětském svazu oficiálně vydána v roce 1989. Žánrově pak tato kniha stojí na pomezí románu, literatury faktu a autentického dokumentu.

## Popis knihy
Název knihy vychází ze zkratky Gulag, označující Hlavní správu táborů, jednotlivé tábory jsou pak autorem přirovnávány k ostrovům tohoto souostroví.
V knize můžeme sledovat osud jednoho vězně od zatčení přes vyšetřování, „soud“, transport, tábor a vyhnanství. Všechny tyto části autor doplňuje popisem osudů dalších vězňů (a také například celých vyhnaných národů), rozebírá vlastní sovětské zákonodárství a pozastavuje se nad jeho absurditou. V poslední části se pak zabývá vývojem po Stalinově smrti.